# Just-Émile Vernet

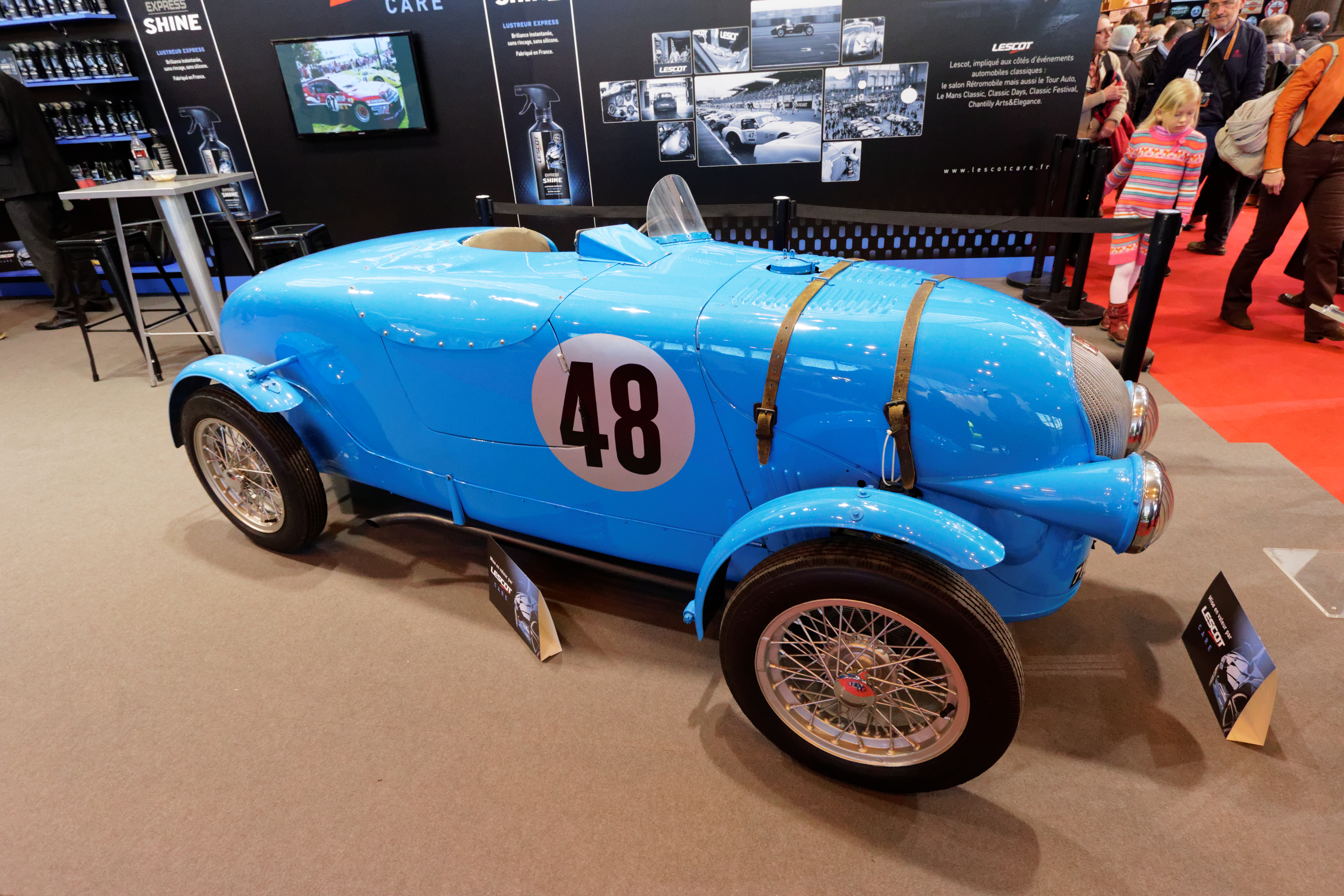
Der Simca Type 5, mit dem Suzanne Largeot und Just-Émile Vernet den zwölften Rang und den Klassensieg beim 24-Stunden-Rennen von Le Mans 1937 erreichten

Just-Émile Vernet (* 16. Juni 1894 in Sancey-le-Grand; † 6. Oktober 1991 in Baume-les-Dames) war ein französischer Automobilrennfahrer und Rennwagenkonstrukteur.

## Karriere als Rennfahrer
Als Just-Émile Vernet in den 1960er-Jahren alljährlich zum 24-Stunden-Rennen von Le Mans kam, begegneten ihm die französischen Rennfahrer mit großem Respekt. Der französische Journalist Bernard Clavel schrieb in seinem 1968 erschienenen Buch Victoire au Mans, das die Geschehnisse rund um das 24-Stunden-Rennen von Le Mans 1967 im Romanstil beschreibt, über Just-Emile Vernet als den Doyen der Rennfahrer von Le Mans.
Tatsächlich ist die Rennfahrerpersönlichkeit Vernet mit dem Langstreckenrennen in Westfrankreich weit enger verbunden als bei den meisten anderen Rennfahrerkarrieren. Der Franzose war in seiner Zeit als aktiver Rennfahrer, die immerhin von 1930 bis 1956 dauerte, fast ausschließlich beim Rennen in Le Mans am Start.
Erstmals in Erscheinung trat er allerdings nicht in Le Mans, sondern bei einem anderen 24-Stunden-Rennen, dem Bol d’Or 1930. Dieses Rennen wurde am Circuit de la Ville, einer temporären Rennstrecke in Saint-Germain-en-Laye westlich von Paris, ausgefahren und galt selbst für die damalige Zeit als besonders herausfordernd, musste man doch die 24 Stunden ohne Fahrerwechsel durchfahren. Vernet legte 413 Runden zurück und belegte den fünften Gesamtrang. Der Sieg ging an Yves Giraud-Cabantous; Maurice Benoist wurde Vierter.
1931 war er zum ersten Mal in Le Mans am Start und beendete das Rennen als Sechster und Klassensieger in der Wertungsklasse für Fahrzeuge bis einen Liter Hubraum. Vernet fuhr fast immer hubraumkleine Wagen in Le Mans. Ausnahme war nur der Lorraine Sport, der einen 3,5-Liter-Reihenmotor hatte und den er 1934 und 1935 fuhr. Auch der Riley Sprite, mit dem er 1939 16. wurde, hatte eine ordentliche Motorisierung. Vernet vertraute vielmehr auf kleine wendige Wagen, die sich teilweise kaum von Straßenfahrzeugen unterschieden. Alle Rennwagen wurden von ihm selbst vorbereitet und rennfertig gemacht. Vor dem Zweiten Weltkrieg besaß er einen Simca Huit, die französische Version des Fiat 1100. Nach dem Krieg ging er in Le Mans dreimal mit einem Renault 4CV an den Start.
Als er 1955 als Fahrer abtrat, hatte er 14 Le-Mans-Starts hinter sich gebracht und war damit zur Zeit seines Rücktritts der Fahrer mit den meisten Starts bei diesem Rennen.

## Karriere als Konstrukteur
1952 begann Vernet gemeinsam mit Jean Pairard unter dem Namen Vernet et Pairard Rennfahrzeuge, basierend auf Teilen des Renault 4CV, zu entwickeln. Gebaut wurden kleine wendige Rennwagen und Coupés in sehr geringen Stückzahlen. Der Renault 4CV Tank wurde 1953 in Le Mans gefahren, der VP 166R bis 1958.

## Statistik

### Le-Mans-Ergebnisse
| Jahr | Team                               | Fahrzeug                 | Teamkollege           | Platzierung             | Ausfallgrund           |
| ---- | ---------------------------------- | ------------------------ | --------------------- | ----------------------- | ---------------------- |
| 1931 | Yves Giraud-Cabantous              | Caban Spéziale           | Fernand Vallon        | Rang 6 und Klassensieg  |                        |
| 1932 | Just-Émile Vernet                  | Salmson GS Spéciale      | Fernand Vallon        | Ausfall                 | Kupplungsschaden       |
| 1933 | Just-Émile Vernet & Fernand Vallon | Salmson GS Spéciale      | Fernand Vallon        | Rang 10                 |                        |
| 1934 | Just-Émile Vernet                  | Lorraine Sport           | Daniel Porthault      | Ausfall                 | Zylinderkopf           |
| 1935 | Daniel Porthault                   | Lorraine Sport           | Daniel Porthault      | Ausfall                 | keine Treibstoffzufuhr |
| 1937 | Just-Émile Vernet                  | Simca Type 5             | Suzanne Largeot       | Rang 12 und Klassensieg |                        |
| 1938 | Just-Émile Vernet                  | Simca Huit               | Suzanne Largeot       | Ausfall                 | Defekt                 |
| 1939 | Just-Émile Vernet                  | Riley Sprite TT Pourtout | Carl de Bodard        | Rang 16                 |                        |
| 1949 | Just-Émile Vernet                  | Simca Huit               | Claude Batault        | Ausfall                 | Unfall                 |
| 1950 | Just-Émile Vernet                  | Renault 4CV              | Roger Eckerlein       | Rang 27                 |                        |
| 1951 | Just-Émile Vernet                  | Renault 4CV              | Jean Pairard          | Rang 29                 |                        |
| 1952 | Just-Émile Vernet                  | Renault 4CV              | Jean Pairard          | Ausfall                 | Zündungsschaden        |
| 1953 | Just-Émile Vernet                  | VP 166R                  | Jean Pairard          | Nicht klassiert         |                        |
| 1954 | Automobiles VP                     | VP 166R                  | Yves Giraud-Cabantous | Ausfall                 | Unfall                 |

### Einzelergebnisse in der Sportwagen-Weltmeisterschaft
| Saison | Team              | Rennwagen | 1   | 2   | 3   | 4   | 5   | 6   | 7   |
| ------ | ----------------- | --------- | --- | --- | --- | --- | --- | --- | --- |
| 1953   | Just-Émile Vernet | VP 166R   | SEB | MIM | LEM | SPA | NÜR | RTT | CAP |
| 1953   | Just-Émile Vernet | VP 166R   | DNF |     |     |     |     |     |     |
| 1954   | Vernet et Pairard | VP 166R   | BUA | SEB | MIM | LEM | RTT | CAP |     |
| 1954   | Vernet et Pairard | VP 166R   | DNF |     |     |     |     |     |     |